# Tu ca nun chiagne
Tu ca nun chiagne è una canzone napoletana resa celebre dall'interpretazione di molti cantanti.

## Storia
Scritta da Libero Bovio, famoso per aver scritto canzoni come Guapparia e 'A canzone 'e Napule, e musicata da Ernesto De Curtis, la canzone fu presentata per la prima volta nel 1915, durante i primi periodi dell'entrata dell'Italia nella prima guerra mondiale.
Nel corso degli anni è stata prima incisa da grandi nomi della Musica lirica, come i tenori Enrico Caruso, Mario Del Monaco, Franco Corelli, Giuseppe Di Stefano, Ferruccio Tagliavini, Luciano Pavarotti, José Carreras, Bruno Praticò e Plácido Domingo, fino ad arrivare ai grandi nomi della Canzone napoletana ed italiana come Giuni Russo (all'interno della suite musicale, del film muto Napoli che canta, e pubblicata nell'omonimo album), Claudio Villa, Mina (nell'album Napoli secondo estratto), Iva Zanicchi (che con questo brano nel 1995 vinse la seconda edizione di Viva Napoli), Mario Merola e Massimo Ranieri. In seguito è stata soggetta a rivisitazioni come quelle di Enzo Gragnaniello, Il Giardino dei Semplici ed una nuova versione di Mario Trevi (con i Lunabianca). Al Bano Luigi Libra Napoli Duets
La versione de Il Giardino dei Semplici, pubblicata nel novembre del 1975, arrivò a vendere un milione di copie, guadagnandosi il disco d'oro. All'interno della canzone, fu inserito uno special strumentale composto da Totò Savio. La versione della band è considerata un mix particolare di pop e prog.

## Testo della canzone
La canzone è un quadretto nel quale si descrive la delusione di un uomo innamorato che piange mentre la fidanzata, a dispetto, non dà peso al suo dolore. Aspettando di vederla affacciarsi, mentre tutti, per la tarda ora, dormono, descrive il paesaggio che lo circonda: una notte silenziosa sulla quale si impongono le figure della Luna ( 'e chesta luna janca) e del Vesuvio ( 'a muntagna).

## Interpretazioni
Tra gli interpreti del brano vi sono: 
Luigi Libra
- Andrea Bocelli
- Franco Corelli
- José Carreras

Al Bano
- Enrico Caruso
- Sal da Vinci, album Anime napoletane del 2009
- Mario Del Monaco
- Plácido Domingo
- Enzo Gragnaniello
- Il Giardino dei Semplici
- Miranda Martino
- Mario Merola
- Mina
- Roberto Murolo
- Luciano Pavarotti
- Massimo Ranieri
- Antonello Rondi
- Giuni Russo
- Ferruccio Tagliavini
- Mario Trevi
- Gabriele Vanorio
- Claudio Villa
- Iva Zanicchi

 .Mario Maglione
.